# Zwartepiet
Met de zwartepiet wordt zowel de houder van de schoppenboer in het kaartspel zwartepieten bedoeld als de kaart zelf. Wie aan het einde van dit spel met de betreffende kaart blijft zitten, verliest.

## Het spel
Zwartepieten is een kaartspel dat gespeeld wordt met alle piketkaarten, behalve de klaverboer (dus 31 kaarten).
De kaarten worden geschud en uitgedeeld onder alle spelers. Als iemand twee kaarten van dezelfde waarde en kleur heeft, legt hij deze open op tafel. Als iedereen dit gedaan heeft, dan moet de linkerbuurman van de gever bij hem ongezien een kaart trekken. Als dit een kaart van dezelfde waarde en kleur is als een van zijn eigen kaarten, dan moet hij deze ook open voor zich op tafel leggen. Als het een andere kaart is, moet hij deze bij zijn andere kaarten stoppen.
Vervolgens moet hij zijn linkerbuurman bij hem een kaart laten trekken. Zo wordt er doorgespeeld totdat er nog maar één kaart over is. De speler die die boer overhoudt, is dan de zwartepiet en verliest het spel.
In Indonesië is dit spel ook bekend en wordt het swartepit genoemd.
Voor kinderen bestaan er speciale zwartepietkaarten. Deze hebben een eenvoudige afbeelding en rechts bovenin een symbool. Van elk symbool bestaan er twee kaarten, verder is er één kaart met een afbeelding van een zwarte piet. Wie deze aan het eind van het spel overhoudt is de verliezer.

## Herkomst en naam
Het kaartspel heeft sinds halverwege de negentiende eeuw deze naam en is onder vergelijkbare namen bekend in onder meer Duitsland, Groot-Brittannië en de Noord-Europese landen.
Volgens een Duitse sage is het afgeleid van de Duitse rover Peter Petri, bijgenaamd Schwarzer Peter, die dit spel tijdens zijn gevangenschap vaak zou hebben gespeeld. De spelregels zijn waarschijnlijk ouder.
Er is geen verband aangetoond tussen de naam van het kaartspel en de figuur van Zwarte Piet.

## Uitdrukking
De uitdrukking Iemand de zwartepiet toespelen is van dit spel afgeleid en betekent: "iemand verantwoordelijk maken voor een onaantrekkelijke taak". Zo wordt deze uitdrukking dus gebruikt om iemand de schuld toe te schuiven.

## Vlaanderen
In delen van Vlaanderen heet het spel piekenzot jagen. Streuvels beschrijft in Het leven en de dood in den ast hoe de verliezer het na ieder spel te verduren kreeg.